# Salicorn
Salicornia és un gènere de plantes angiospermes de la família de les amarantàcies (Amaranthaceae), encara que tradicionalment pertanyia a l'antiga família de les quenopodiàcies. És un gènere cosmopolita, present a les costes i a les zones interiors amb presència de sal de les zones temperades i subtropicals.
Comunament en català es denomina cirialera, herba de salobre, herba salada, mamelluts, pollet, salat, salicorn, salicòrnia o sosa. Addicionalment pot rebre els noms de ballester. També s'ha recollit la variant lingüística ballaster.
El nom del gènere prové del llatí salicorneum -format per sal, sal, i cornu, banya. El nom de "salicorn" es fa servir també per a anomenar altres plantes que s'utilitzaven antigament per a produir cendres riques en sosa, com el salicorn fi (Soda inermis), que fou emprada antigament per obtenir vidre resistent i molt transparent, i algunes espècies del gènere Arthrocnemum.

## Descripció
Són plantes arbustives o herbàcies halòfites i suculentes capaces de viure en ambients d'alta salinitat com els que hi ha al litoral del mar. Són de mida menuda, normalment amb menys de 30 cm d'altura. Les fulles són molt reduïdes i pràcticament no es veuen. El fruit conté una única llavor. El gènere és originari d'Europa i dels Estats Units. De totes les espècies es pot obtenir carbonat de sodi que es feia servir abans per a fer sabó i vidre. El carbonat s'obtenia antigament cremant-les. Algunes espècies són comestibles. Antigament a Catalunya els salicorns es coneixien vulgarment amb el nom d'"amanida de pobre". L'espècie Salicornia europaea és comestible i podia ser aprofitada per a fer un plat d'amanida per tot aquell que passés fam.

## Taxonomia
Aquest gènere va ser publicat per primer cop l'any 1753 al primer volum de l'obra Species Plantarum de Carl von Linné (1707-1778).

### Espècies
Dins del gènere Salicornia es reconeixen les 55 espècies següents, que inclouen  algunes espècies que estaven als gèneres Arthrocnemum o Sarcocornia i que a resultes dels treballs del Grup per a la filogènia de les angiospermes han sigut inclosos dins d'aquest gènere.
- Salicornia alpini Lag.
- Salicornia ambigua Michx.
- Salicornia andina Phil.
- Salicornia bigelovii Torr.
- Salicornia blackiana Ulbr.
- Salicornia brachiata Roxb.
- Salicornia capensis (Moss) Piirainen & G.Kadereit
- Salicornia crassispica G.L.Chu
- Salicornia cuscoensis Gutte & G.K.Müll. ex Freitag, M.Á.Alonso & M.B.Crespo
- Salicornia decumbens (Toelken) Piirainen & G.Kadereit
- Salicornia decussata (S.Steffen, Mucina & G.Kadereit) Piirainen & G.Kadereit
- Salicornia disarticulata Moss
- Salicornia dunensis (Moss ex Adamson) Piirainen & G.Kadereit
- Salicornia erectispica G.L.Chu
- Salicornia europaea L.
- Salicornia fruticosa (L.) L. (=Arthrocnemum fruticosum (L.) Moq.
- Salicornia globosa (Paul G.Wilson) Piirainen & G.Kadereit
- Salicornia hamzaoglui Yaprak
- Salicornia helmutii Piirainen & G.Kadereit
- Salicornia hispanica (Fuente, Rufo & Sánchez Mata) Piirainen & G.Kadereit
- Salicornia iranica Akhani
- Salicornia lagascae (Fuente, Rufo & Sánchez Mata) Piirainen & G.Kadereit
- Salicornia littorea (Moss) Piirainen & G.Kadereit
- Salicornia magellanica Phil.
- Salicornia maritima S.L.Wolff & Jefferies
- Salicornia × marshallii (Lambinon & Vanderp.) Stace
- Salicornia meyeriana Moss
- Salicornia mossambicensis (Brenan) Piirainen & G.Kadereit
- Salicornia mossiana (Toelken) Piirainen & G.Kadereit
- Salicornia natalensis Bunge ex Ung.-Sternb.
- Salicornia neei Lag.
- Salicornia obclavata (Yaprak) Piirainen & G.Kadereit
- Salicornia obscura P.W.Ball & Tutin
- Salicornia pachystachya Bunge ex Ung.-Sternb.
- Salicornia pacifica Standl.
- Salicornia perennans Willd.
- Salicornia perennis Mill. (=Arthrocnemum perenne (Mill.)Fourc.
- Salicornia perrieri A.Chev.
- Salicornia persica Akhani
- Salicornia perspolitana Akhani
- Salicornia praecox A.Chev.
- Salicornia procumbens Sm.
- Salicornia pruinosa (Fuente, Rufo & Sánchez Mata) Piirainen & G.Kadereit
- Salicornia pulvinata R.E.Fr.
- Salicornia quinqueflora Bunge ex Ung.-Sternb.
- Salicornia rubra A.Nelson
- Salicornia senegalensis A.Chev.
- Salicornia × tashkensis Akhani
- Salicornia tegetaria (S.Steffen, Mucina & G.Kadereit) Piirainen & G.Kadereit
- Salicornia terminalis (Toelken) Piirainen & G.Kadereit
- Salicornia turanica Chatren. & Akhani
- Salicornia uniflora Toelken
- Salicornia utahensis Tidestr.
- Salicornia virginica L.
- Salicornia xerophila (Toelken) Piirainen & G.Kadereit

Altres espècies del gènere Arthrocnemum han passat a formar part dels gèneres Arthrocaulon o Arthroceras, com Arthrocaulon macrostachyum, el salicorn glauc, que viu en sòls salins al llarg del litoral mediterrani.